# Japanisches Langohr
Das Japanische Langohr (Plecotus sacrimontis) ist eine Fledermaus in der Familie der Glattnasen (Vespertilionidae), die in Japan sowie auf den südlichen Kurilen vorkommt. Das Taxon galt längere Zeit als Unterart des Braunen Langohrs (Plecotus auritus). Im Jahr 2006 erfolgte die Anerkennung als Art.

## Merkmale
Ein Exemplar von den Kurilen hatte eine Kopf-Rumpf-Länge von 56 mm, eine Schwanzlänge von 51 mm sowie ein Gewicht von 9,1 g. Die Unterarmlänge betrug 43,5 mm und die Ohren waren 38,2 mm lang. Andere Individuen von den Kurilen erreichten eine Flügelspannweite von 278 bis 291 mm. Laut der Studie wiesen vergleichbare Messungen aus Japan etwa dieselben Resultate auf.
Das Japanische Langohr ist innerhalb der braun gefärbten Langohrfledermäuse (auritis-Gruppe) ein mittelgroßer bis großer Vertreter. Der Körper ist mit weichem, dichtem und wolligem Fell bedeckt, das überwiegend braun gefärbt ist. Kennzeichnend ist eine dunkelbraune Partie auf der Schnauze und um die Augen, die einer Maske gleicht. Die großen Ohren und die Flughäute sind dicker als bei nahe verwandten Arten. Verschiedene Individuen besitzen weiße Haare im Bereich des äußeren Urogenitalsystems und bei manchen Exemplaren sind Teile der Schwanzflughaut oberseits mit Fell bedeckt. Die Art hat große Daumen sowie gekrümmte hellgelbe Krallen an allen Fingern und Zehen.

## Verbreitung und Lebensweise
Das Verbreitungsgebiet des Japanischen Langohrs umfasst fast alle Hauptinseln Japans mit Ausnahme von Kyūshū und Honshūs südwestlichen Bereichen. Von Shikoku sind nur vereinzelte Funde dokumentiert. Die Art kommt weiterhin auf Kunaschir und Iturup vor. Sie lebt im Hügelland und in Gebirgen auf 700 bis 1700 Meter Höhe.
Das Japanische Langohr ruht am Tage meist in Baumhöhlen. Es kann Höhlen, Gebäude, Tunnel oder ähnliche Verstecke als Schlafplatz nutzen. Die Fledermäuse jagen in der Nacht in verschiedenen Bereichen der umliegenden Landschaft, inklusive urbanisierte Gebiete.

## Status
Für den Bestand des Japanischen Langohrs sind keine ernsten Bedrohungen bekannt. Die Art wird von der IUCN als nicht gefährdet (Least Concern) gelistet.